# Estadi Henri-Jooris
L'Estadi Henri-Jooris (o Stade Henri-Jooris) fou un estadi de futbol de la ciutat de Lilla, França. Anteriorment va rebre els noms Stade de l'avenue de Dunkerque i Stade Victor Boucquey. Tenia una capacitat per a 15.000 espectadors i fou la seu dels clubs Iris Club Lillois, Olympique Lillois i Lille OSC.
Fou la seu d'un dels partits de la Copa del Món de futbol de 1938.
L'estadi va patir un enfonsament del sostre durant el derbi Lens-Lille el febrer de 1946. 53 espectadors van resultar ferits perquè l'estructura es va esfondrar parcialment durant un contraatac al minut 19. El partit només es va retardar 20 minuts.